# Никонов, Владимир Владимирович
Никонов, Владимир Владимирович (род. 4 апреля 1955, Резекне) — латвийский общественный деятель, политик, представляющий партию «Согласие» и Латгальский регион, первый после восстановления независимости Латвии депутат-старообрядец, продолживший традицию депутатов Сейма довоенной Латвии. Почётный гражданин Резекне (2004).
Был депутатом нескольких созывов Сейма и Резекненской городской думы. Краевед, исследователь старообрядчества в Латвии, председатель совета Резекненской кладбищенской старообрядческой общины.

## Биография
Родился 4 апреля 1955 года в Резекне.
В 1972 году окончил Резекненскую среднюю школу № 2, а в 1977 году Рижский политехнический институт по специальности инженер-механик.
После учёбы работал на нескольких предприятиях Резекне, а позднее — художником-реставратором в Латгальском музее истории и культуры.
В 1999 году был избран председателем совета Резекненской кладбищенской старообрядческой общины.

### Политическая деятельность
В 2005 году В. В. Никонов был избран в Резекненскую городскую думу от Партии народного согласия, занимал должность председателя комитета. Также он был вновь избран в 2009 году в самоуправление города Резекне, по списку «Центра согласия».
В 2010 году баллотировался в 12-й Сейм по латгальскому списку объединения «Центр согласия» и был избран.
В 2011 году был переизбран на внеочередных выборах в 13-й Сейм. В 2012 году, после референдума о присвоении русскому языку официального статуса в Латвии, руководители общин Древлеправославной Поморской Церкви Латвии — председатель Центрального совета ДПЦЛ Алексий Жилко, председатель Духовной Комиссии ДПЦЛ Никанор Зубков, руководитель Екабпилсской староверской общины Владимир Иванов, председатель Совета Резекненской Кладбищенской староверской общины Владимир Никонов, председатель Старообрядческого общества Латвии Илларион Иванов — обратились с письмом к председателю Сейма Латвии Солвите Аболтине с протестом по поводу снижения статуса русского языка в Латвии, который приравнен к иностранным, хотя по данным переписи 2011 года, для 33,8 % (или 37,2 % от указавших язык) жителей русский язык он является родным.
«Статус иностранного языка не соответствует реальной роли и значимости русского языка в Латвии. Более того, этот статус унизителен для сотен тысяч русских граждан Латвии. Именно это послужило причиной протестного голосования на референдуме. И продолжение нынешней национальной и языковой политики вместо декларируемого сплочения продолжает толкать общество к радикализму, — отметил Владимир Никонов. — Для нас, староверов, также важно сохранить свою веру, свои обычаи и традиции, основой которых был, есть и будет русский язык. Мы сами являемся здесь гражданами из поколения в поколение, наше гражданство унаследовано, а язык наш — иностранный. Ну, как так может быть? Мы говорим о судьбе русского языка, которая волнует нас не только в религиозном аспекте, но и в более широком контексте — как основы древней русской духовной культуры, неотъемлемой частью которой является Древлеправославие». Староверы предлагали отменить сделанные Латвийской Республикой оговорки при ратификации Рамочной конвенции о защите национальных меньшинств, фактически позволяющие дискриминацию русского языка. Однако спикер Сейма прислала на это письмо бюрократический ответ с перечислением пунктов законов, которые защищают статус только латышского языка как государственного в Латвии.
В 2014 году был избран в 12-й Сейм.
В исследовании 12-го Сейма, проведенном Центром журналистских расследований Re:Baltica, Никонов был признан одним из самых молчаливых депутатов, так как за 44 месяца работы этого созыва парламента он всего дважды выступил с трибуны и ни разу не выступал с сообщениями по законопроектам. Как депутат Сейма Никонов помогает старообрядческим общинам получать средства на ремонт имеющихся храмов.
Осенью 2018 года В. Никонов был избран в 13-й Сейм.

### Резекненская старообрядческая община
Резекненская кладбищенская старообрядческая община является одной из крупнейших в Латвии и насчитывает более 7 000 прихожан. Её моленная является архитектурно-историческим памятником.
Под руководством В. В. Никонова общине была возвращена вся недвижимость. Ни одно здание, ни один кусок земли не был продан, имущество общины даже приросло двумя зданиями. Часть зданий отремонтирована и используется в коммерческих целях, давая общине доход для ремонтных работ. Начали действовать воскресная школа, свечная и реставрационная мастерские. Были проведены капитальный ремонт храма и благоустройство его территории и кладбища. Резекненская община — единственная, которая использует только чистые восковые свечи в службах.
24 мая 2009 года в помещениях общины был открыт музей, посвященный жизни и быту латгальских староверов. Одна часть экспозиции отведена церковной жизни, в другой собраны предметы культуры и быта старообрядцев.
В 2016 году по инициативе В. В. Никонова была проведена реконструкция фасада храма, на что были получены субсидии из государственного бюджета и от Резекненской городской думы по 10 тысяч евро соответственно.

### Исследования старообрядчества в Латгалии
Владимир Владимирович Никонов является одним из крупнейших современных исследователей старообрядчества в Латвии (ранее Витебская губерния Российской империи и Инфлянтия). Его перу принадлежат книги «Староверие Латгалии» (2000), «Резекне. Очерки истории с древнейших времён до апреля 1917 года». В 2010 году он выпустил книгу-альбом «Староверие Латгалии в фотографиях», в которую было включено 540 старинных фотографий XIX и XX века из личного архива Никонова, личных архивов потомков тех, кто изображен на фотографиях, а также из собрания Рижской Гребенщиковской старообрядческой общины.
Интерес к истории зародился у Владимира Никонова в детстве, когда в его руки попало несколько дореволюционных открыток с видами Режицы, с которых началась его коллекция, которую он собирает всю жизнь. Заинтересовавшись объектами, изображёнными на открытках, он констатировал, что история города практически не зафиксирована в литературе. Появилась задумка написать её. А во время работы над книгой он познакомился с выдающимся деятелем староверия Иваном Никифоровичем Заволоко, который заинтересовал его историей старообрядчества в Латвии и передал некоторые свои фотографические материалы, с которых началась краеведческая деятельность Никонова.